# Мофтину Мик (Сату Маре)
Мофтину Мик (рум. Moftinu Mic) насеље је у Румунији у округу Сату Маре у општини Мофтину. Oпштина се налази на надморској висини од 122 m.

## Становништво
Према подацима из 2002. године у насељу је живело 1219 становника.

### Попис2002.
| Расподела становништва по националности 2002.‍ | Расподела становништва по националности 2002.‍ | Расподела становништва по националности 2002.‍ | Расподела становништва по националности 2002.‍ | Расподела становништва по националности 2002.‍ |
| --------------------------------------------- | --------------------------------------------- | --------------------------------------------- | --------------------------------------------- | --------------------------------------------- |
|                                               |                                               |                                               |                                               |                                               |
| Румуни                                        | Румуни                                        |                                               | 735                                           | 60,3%                                         |
| Мађари                                        | Мађари                                        |                                               | 376                                           | 30,9%                                         |
| Роми                                          | Роми                                          |                                               | 58                                            | 4,8%                                          |
| Украјинци                                     | Украјинци                                     |                                               | 49                                            | 4,0%                                          |